# La casa (obra de teatro)
La casa es una obra de teatro en tres actos de José María Pemán estrenada en 1946.

## Argumento
En un caserón señorial del Toledo de 1900, al entierro del dueño, el sr. Fernández, llegan diversos personajes con las más variadas actitudes y comportamientos: la piadosa Sor Teresa, el bondadoso Don Ciriaco, la pérfida Piedad Molina. Todos ellos son recibidos por la viuda María Antonia. La preocupación por el futuro de la casa es compartida.

## Representaciones destacadas
- Teatro (Teatro Lara, Madrid, 28 de septiembre de 1946). Estreno
  - Intérpretes: Concha Catalá (María Antonia), Mary Carrillo, Mariano Asquerino, Paquita Gallego, Rosita Lacasa, Mariano Azaña, Gabriel Algara, Diego Hurtado.

- Televisión (Estudio 1, TVE, 18 de junio de 1970). Blanco y negro. Duración: 1 h., 32 m., 5 s.
  - Adaptación y realización: Alfredo Castellón.
  - Intérpretes: Luisa Sala (María Antonia), José Bódalo, Silvia Tortosa, Lola Losada, Joaquín Pamplona, Julio Gorostegui.

- Televisión (Estudio 1, TVE, 31 de enero de 1979). Color. Duración: 1 h., 39 m., 14 s.
  - Adaptación, dirección y realización: Manuel Aguado.
  - Intérpretes: Irene Gutiérrez Caba (María Antonia), José Bódalo, Jaime Blanch, María José Alfonso, Carmen Maura, Queta Claver, José María Escuer, Jesús Enguita, Enrique San Francisco, María Arias, Raquel Rojo, Julia Ayba y Olga Peiró.
  - Decoración: Ana del Castillo.